# Текля Іконійська
Текля Іконійська, Свята Текля (грец. Θέxλα, першомучениця Текла; 30 роки I століття, Конья, Лікаонія, Римська імперія — II століття, Селевкія) — ранньохристиянська свята, шанована в лику рівноапостольних. Життя святої описане лише у апокрифі «Діяння Павла та Текли», написаному у II столітті.
Пам'ять святкують у Православній церкві — 24 вересня, а в Католицькій церкві — 23 вересня.

## Життєпис

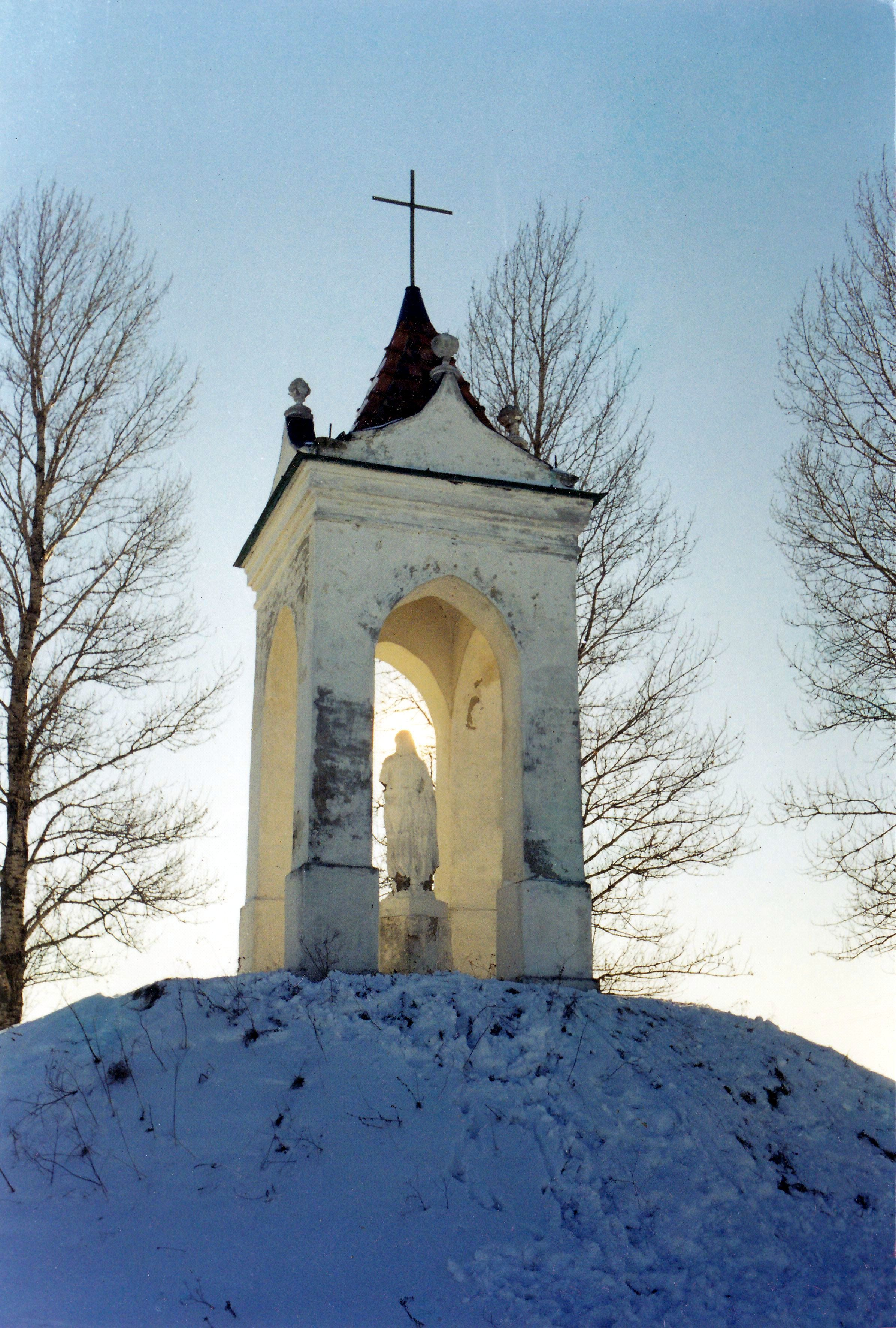
Теклівська капличка у Берестечку, Україна

Народилася і жила в малоазіатському місті Іконії (суч. тур. Конья) в родині багатих язичників. У 18 років була заручена зі знатним юнаком, але під час перебування в місті апостола Павла (бл. середини I століття) захопилася його проповіддю та вирішила не вступати в шлюб, присвятивши себе служінню Богу. Юнак за порадою друзів відвів Павла до правителя міста, який наказав заарештувати апостола по звинуваченню, що він «забороняє дівам одружуватися». Текля таємно відвідувала апостола, віддаючи тюремним стражам свої коштовності. Коли про це стало відомо батькам, то її і Павла привели на суд правителя міста:
| … закликав він Теклю та запитав: — Заради чого не приймаєш ти шлюбу з Фамірідом за законом Іконійським? Вона ж стояла, не зводячи з Павла очей, і мовчала; бачачи ж се, вигукнула Феокліт, її мама: — Вогнем спали беззаконницю, вогнем спали безшлюбну посеред театру міського, щоб усі дружини надалі боялись і її прикладом врозумлялися! І сумував Ігемон багато; та Павла, по бичуванні, вивів він за межі міста, а Теклю же присудив вогнем спалити. — «Діяння Павла та Теклі» |

Згідно апокрифу, Теклу завели на велике багаття, проте раптовий дощ погасив полум'я і вона залишилася неушкоджена. Покинувши Іконію, Текля знайшла Павла та разом з ним вирушила в Антіохію, де її примітив правитель міста Олександр. У відповідь на його домагання «зірвала вона хламиду з Олександра та роздерла її; і вінок зняла з голови його», за що була відправлена  на з'їжу звірам. На Теклу були спущені хижі звірі. Але вони не торкнулися Текли, а навпаки лизали її рани.
З Антіохії Текля вирушила на пошуки Павла, який наставляв її на навчання людей слову Божому. Через час Текля повернулася в рідну Іконію, де навернула свою матір у християнство. Відносно смерті святої апокриф повідомляє, «відійшла вона в Селевкию, де, багатьох просвітивши словом Божим, сном добрим спочила».
Церковний переказ повідомляє, що вона довгі роки жила в сирійській Селевкії і у 90-річному віці, коли її переслідували язичницькі жерці, була прихована від них горою. Печера, в якій за переказами померла Текля, розташована в сирійському селищі Маалюлі (гори Каламон). Над нею побудований монастир, названий на честь святої.
На честь Теклі названий астероїд 586 Текла, відкритий 1906 року.
Свята Текля є покровителькою міста Тернополя. В середині ХІХ ст. (1882 або ж 1843 р.) в одному скверів міста їй було поставлено статую. Майданчик, де стояла колона і статуя святої було обсаджено кущами, квітами й деревами. А тому тут стало затишно і спокійно. Також поряд спорудили криницю, а тому в цій частині міста з'явилася смачна і чиста вода. Ходили словосполучення: «напився води від святої Теклі», «принесіть води від святої Теклі», «йти по воду до святої Теклі» в значенні йти далеко. Загалом місце було легендарним та відомим для всіх місцевих мешканців.

## Мощі
Мощі святої Текли перебували в Кілікійській Вірменії, в місті Тарс. В 1312/13 році відбулися заручини вірменського короля Ошин із дочкою арагонського короля, принцесою Ізабеллою Арагонською. Батько останньої, король Альфонсо IV, взамін заручин своєї дочки з Ошином, планував отримати мощі святої Теклі які містилися у вірменському місті Тарс. Проте зважаючи на протести кілікійської опозиції заручини була відмінені, а мощі так і залишилися в Кілікійському вірменському царстві. Після захоплення Кілікійської Вірменії єгипетськими мамлюками, частина мощей святої Теклі була вивезена християнами на Кіпр, де досі зберігаються в жіночому монастирі святої Теклі, розташованому на околиці села Мосфілоті, неподалік від міста Ларнака.

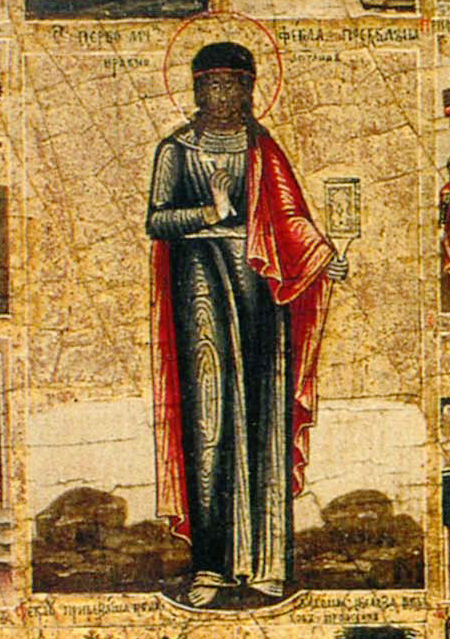
Ікона з житієм Теклі (фрагмент)
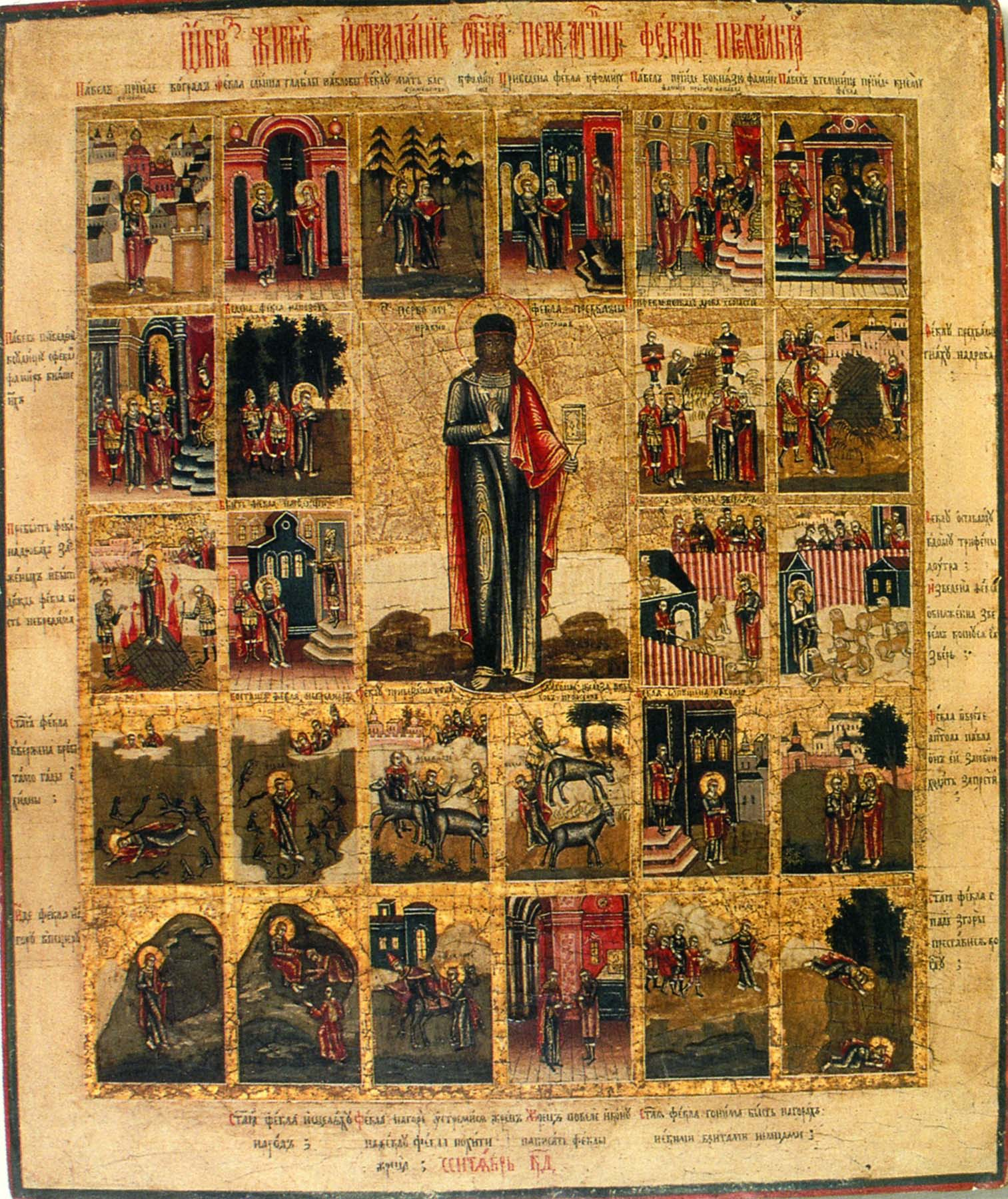
Ікона з житієм Теклі
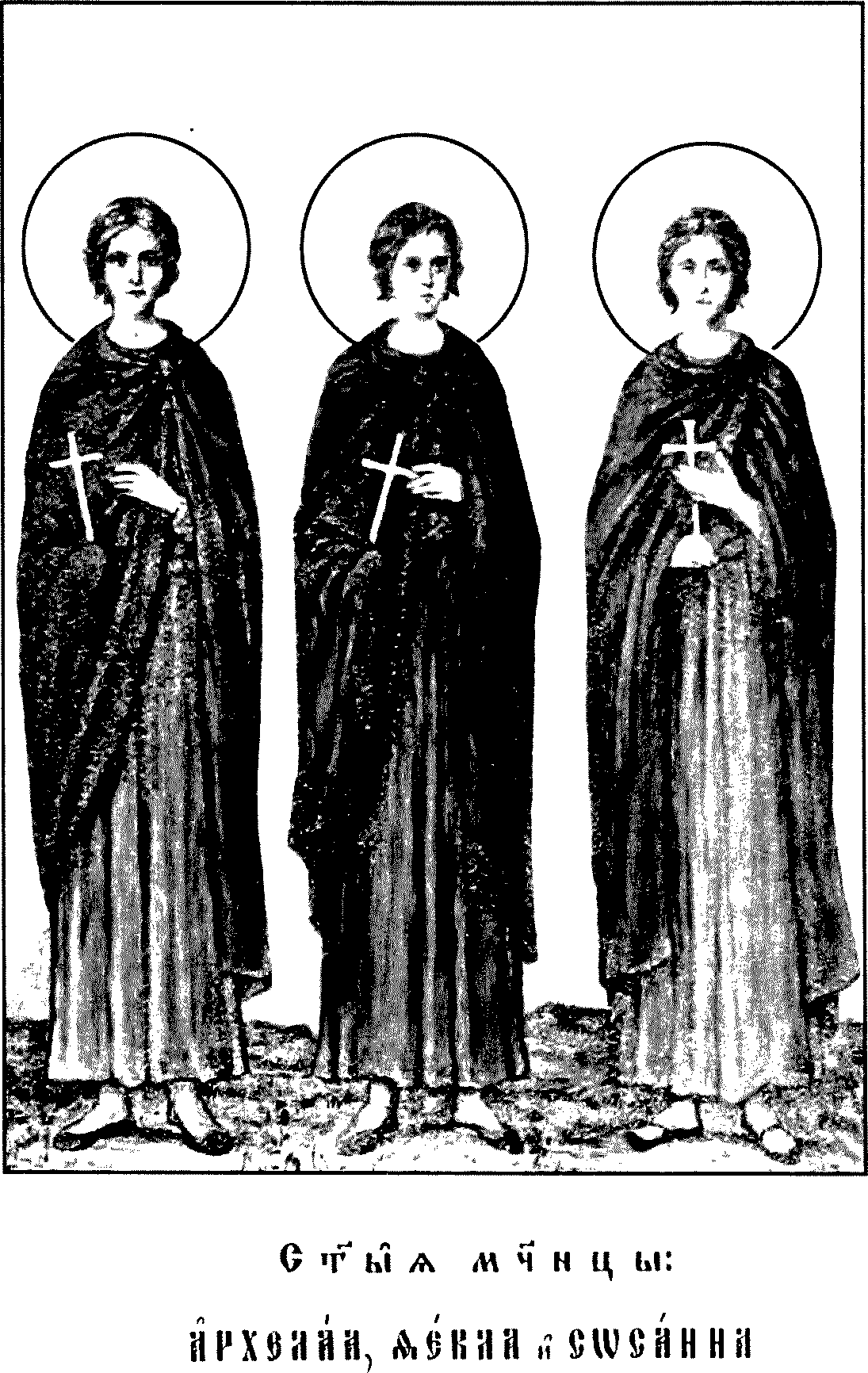
Архелай, Текля і Сусанна